# Jhon Wendt
Pour les articles homonymes, voir Wendt.
Jhon Wendt est un joueur français de volley-ball né le 15 janvier 1994 à Nouméa (Nouvelle-Calédonie). Il mesure 1,98 m et joue central.

## Clubs
| Club                 | De             | À         |
| -------------------- | -------------- | --------- |
| AS Cannes            | 2012-2013      | 2013-2014 |
| Narbonne Volley      | 2014-2015      | 2016-2017 |
| Volley Asse-Lennik   | 2017-2018      | 2017-2018 |
| Maliye Milli Piyango | 2018-2019      | 2018-2019 |
| ASK Nijni Novgorod   | 2019-2020      | 2019-2020 |
| Osaka Blazers Sakai  | Septembre 2020 | ...       |

## Palmarès
- Championnat d'Europe des moins de 19 ans 
  - Finaliste : 2011